# Rumko Enterprises
Rumko Enterprises er et film- og kultur-produktionsselskab, der blev stiftet i 2003 af Mikkel Skov Petersen og Frank Piasecki Poulsen.
Rumko Enterprises har co-produceret dokumentarfilmen Guerrilla Girl (2005) sammen med Zentropa Real.